# 수양버들 (노래)
〈수양버들〉(일본어: シダレヤナギ 시다레야나기[*])은 일본의 여성 아이돌 그룹 NMB48의 25번째 싱글 앨범으로, 2021년 6월 16일 발매되었다. 시로마 미루가 참가하는 마지막 싱글 앨범이며, 센터 포지션을 맡았다.